# Carsten Dutt
Carsten Dutt (* 1965 in Calw) ist ein deutscher Literaturwissenschaftler und Philosoph. Er ist Präsident der Hans-Georg-Gadamer-Gesellschaft für hermeneutische Philosophie und geschäftsführender Herausgeber der Zeitschrift Archiv für Begriffsgeschichte.

## Leben
Carsten Dutt schloss 1994 an der Universität Konstanz sein Magisterstudium der Germanistik und Philosophie ab. Im Jahr 2004 wurde er an der Universität Heidelberg mit dem Thema „Die Reflexion der Kunst im Zauberberg. Untersuchungen zum Werk Thomas Manns und zur Theorie literarischer Fiktion“ promoviert. Dutt war wissenschaftlicher Mitarbeiter am Germanistischen Seminar der Ruprecht-Karls-Universität Heidelberg. Von 1993 bis 1997 arbeitete er als Assistent von Hans-Georg Gadamer und von 1997 bis 2001 als wissenschaftlicher Mitarbeiter am Philosophischen Seminar in Heidelberg.
Von 2009 bis 2020 lehrte Carsten Dutt an der University of Notre Dame in den USA. Gastprofessuren und Fellowships führten ihn an das Zentrum für Literatur- und Kulturforschung Berlin (2007), die Università degli Studi di Roma Tor Vergata (2008), das Collegium Budapest (2009), die Universität Halle-Wittenberg (2015) und die Universität Heidelberg (2018). Im akademischen Jahr 2022/23 vertrat er die Professur für Theoretische Philosophie an der Technischen Universität Darmstadt, wo er seither als Gastprofessor tätig ist. Gemeinsam mit Gerald Hartung leitet er seit 2024 das Hans-Georg Gadamer-Forum für Philosophische Hermeneutik an der Bergischen Universität Wuppertal.
Carsten Dutt ist gewähltes Mitglied des Zentrums für Klassikforschung der Klassik Stiftung Weimar und des Wissenschaftlichen Beirats des Instituts für Grundlagenforschung zur Philosophiegeschichte an der Bergischen Universität Wuppertal.

## Forschungsschwerpunkte
Seine Arbeitsgebiete sind die philosophische und die literarische Hermeneutik, die Theorie der Begriffsgeschichtsschreibung und die individualisierende Interpretation sprachlicher und bildlicher Kunstwerke.

## Veröffentlichungen (Auswahl)

### Herausgaben
- mit Gerald Hartung u. Melanie Sehgal (Hrsg.): Herausforderungen der Philosophiegeschichtsschreibung. Theorien – Methoden – Beispiele. Schwabe, Basel 2024, ISBN 978-3-7965-5142-0.
- mit Eike Wolgast (Hrsg.): Karl Jaspers: Korrespondenzen (= Politik und Universität. Band III). Wallstein, Göttingen 2016, ISBN 978-3-8353-1097-1.
- mit Reinhard Laube (Hrsg.): Zwischen Sprache und Geschichte. Zum Werk Reinhart Kosellecks. Wallstein, Göttingen 2013, ISBN 978-3-8353-1170-1.
- mit Reinhart Koselleck (Hrsg.): Erfahrene Geschichte. Zwei Gespräche. Winter, Heidelberg 2013, ISBN 978-3-8253-6278-2.
- Gadamers philosophische Hermeneutik und die Literaturwissenschaft. Winter, Heidelberg 2012, ISBN 978-3-8253-5954-6.
- Die Schuldfrage. Untersuchungen zur geistigen Situation der Nachkriegszeit. Manutius, Heidelberg 2010, ISBN 978-3-934877-44-3.
- Reinhart Koselleck: Vom Sinn und Unsinn der Geschichte. Aufsätze und Vorträge aus vier Jahrzehnten. Hrsg.: Carsten Dutt. Suhrkamp, Berlin 2010, ISBN 978-3-518-29690-5.
- mit Dirk von Petersdorff (Hrsg.): Günter Eichs Metamorphosen: Marbacher Symposium aus Anlass des 100. Geburtstages am 1. Februar 2007 (= Beiträge zur neueren Literaturgeschichte. Band 269). Winter, Heidelberg 2009, ISBN 978-3-8253-5646-0.
- Herausforderungen der Begriffsgeschichte. Winter, Heidelberg 2003, ISBN 978-3-8253-1047-9.
- Hans-Georg Gadamer: Hermeneutik – Ästhetik – Praktische Philosophie: Hans-Georg Gadamer im Gespräch. Hrsg.: Carsten Dutt. Winter, Heidelberg 1995, ISBN 978-3-8253-0312-9.